# Kustrena
Kustrena ist ein Ortsteil der Ortschaft Beesenlaublingen der Stadt Könnern im Salzlandkreis des Bundeslandes Sachsen-Anhalt.

## Geografische Lage
Kustrena liegt etwa 12 km nordwestlich von Könnern am Ostufer der Saale.

## Geschichte
Kustrena, frühere Schreibweise: Custrena bzw. Cüstrena, gehörte seit 1522 zum Besitz der Herren von Krosigk auf Beesen. Der Ort lag im Saalkreis des Erzstifts Magdeburg. Mit der Angliederung des Erzstifts Magdeburg an Preußen gehörte der Ort ab 1680 zum brandenburg-preußischen Herzogtum Magdeburg. Die Beesener Linie der Herren von Krosigk musste 1720 Neu-Beesen und 1737 Alt-Beesen an den König von Preußen verkaufen.
Aus dem Besitz der Beesener Linie der Herren von Krosigk entstand das königliche Amt Beesen, zu dem auch Kustrena (Cüstrena) gehörte. Mit dem Frieden von Tilsit wurde Kustrena im Jahr 1807 dem Königreich Westphalen angegliedert und dem Distrikt Halle im Departement der Saale zugeordnet. Der Ort gehörte zum Kanton Cönnern.
Nach der Niederlage Napoleons und dem Ende des Königreichs Westphalen befreiten die verbündeten Gegner Napoleons Anfang Oktober 1813 den Saalkreis. Bei der politischen Neuordnung nach dem Wiener Kongress 1815 wurde Kustrena im Jahr 1816 dem Regierungsbezirk Merseburg der preußischen Provinz Sachsen angeschlossen und dem Saalkreis zugeordnet.
Der Ort kam durch die Kreisreform in der DDR im Jahr 1952 zum Kreis Bernburg im Bezirk Halle, der 1990 zum Landkreis Bernburg wurde und 2007 im Salzlandkreis aufging. Am 1. Januar 1957 wurde Kustrena Ortsteil von Beesenlaublingen, welches wiederum am 1. Januar 2005 in die Stadt Könnern eingemeindet wurde.

## Verkehrsanbindung
Die A 14, die von Leipzig nach Magdeburg führt, verläuft wenige Kilometer südwestlich des Orts. Die nächste Abfahrt ist „Könnern“.